# Premi e riconoscimenti di Kelsea Ballerini
Questa è una lista dei premi e dei riconoscimenti ricevuti da Kelsea Ballerini.

## Academy of Country Music Awards
- 2016 – Cantante femminile esordiente dell'anno[1]
- 2016 – Candidatura alla cantante femminile dell'anno[2]
- 2017 – Gene Weed Milestone Award[3]
- 2017 – Candidatura alla cantante femminile dell'anno[1]
- 2017 – Candidatura al video dell'anno per Peter Pan[1]
- 2018 – Candidatura come Female Vocalist of the Year[4]
- 2018 – Candidatura al video dell'anno per Legends[4]
- 2020 – Candidatura come Female Artist of the Year[5]
- 2021 – Candidatura come Female Artist of the Year[6]
- 2022 – Candidatura come Music Event of the Year per Half of My Hometown (con Kenny Chesney)[7]
- 2023 – Candidatura come Female Artist of the Year[8]
- 2024 – Candidatura come Female Vocalist of the Year[4]
- 2024 – Candidatura come Album of the Year per Rolling Up the Welcome Mat (For Good)[4]

## American Music Award
- 2015 – Candidatura alla cantante country preferita[9]
- 2016 – Candidatura alla cantante country preferita[10]
- 2018 – Candidatura alla cantante country preferita[11]

## Billboard Music Awards
- 2018 – Candidatura come Top Female Country Artist

## BillboardWomen in Music
- 2015 – Rising Star

## Country Music Association Awards
- 2015 – Candidatura come Female Vocalist of the Year
- 2015 – Candidatura come New Artist of the Year
- 2016 – Candidatura come Female Vocalist of the Year
- 2016 – Candidatura come New Artist of the Year
- 2017 – Candidatura come Female Vocalist of the Year
- 2018 – Candidatura come Female Vocalist of the Year
- 2019 – Candidatura come Female Vocalist of the Year
- 2021 – Evento musicale dell'anno per Half of My Hometown
- 2021 – Video dell'anno per Half of My Hometown
- 2022 – Candidatura come Single of the Year per Half of My Hometown
- 2023 – Candidatura come Female Vocalist of the Year
- 2023 – Candidatura come Album of the Year per Rolling Up the Welcome Mat
- 2024 – Candidatura come Female Vocalist of the Year
- 2024 – Candidatura come Musical Event of the Year per Cowboys Cry Too

## CMT Music Awards
- 2015 – Candidatura come Breakthrough Video of the Year per Love Me Like You Mean It[12]
- 2017 – Candidatura come Video of the Year per Peter Pan[13]
- 2017 – Candidatura come Female Video of the Year per Peter Pan[13]
- 2017 – Candidatura come CMT Performance of the Year per You're Still the One/Any Man of Mine/Man! I Feel Like a Woman! (con Meghan Trainor e Jill Scott)[13]
- 2019 – Candidatura come Video of the Year per Miss Me More[14]
- 2019 – Candidatura come Female Video of the Year per Miss Me More[14]
- 2020 – Candidatura come Video of the Year per Homecoming Queen?[15]
- 2020 – Candidatura come Female Video of the Year per Homecoming Queen?[15]
- 2020 – Candidatura come CMT Performance of the Year per Graveyard[15]
- 2021 – Candidatura come Video of the Year per Hole in the Bottle[16]
- 2021 – Candidatura come Female Video of the Year per Hole in the Bottle[16]
- 2021 – CMT Performance of the Year per The Other Girl (con Halsey)[16]
- 2022 – Candidatura come Video of the Year per Half of My Hometown[17]
- 2022 – Candidatura come Collaborative Video of the Year per Half of My Hometown[17]
- 2022 – Candidatura come CMT Performance of the Year per I Quit Drinking (con Paul Klein)[17]
- 2024 – Candidatura come Video of the Year per If You Go Down (I'm Goin' Down Too)[18]
- 2024 – Candidatura come Female Video of the Year per Penthouse[18]
- 2024 – Candidatura come CMT Performance of the Year per If You Go Down (I'm Goin' Down Too) (live from 2023 CMT Music Awards)[18]

## Grammy Awards
- 2017 – Candidatura al miglior artista esordiente[19]
- 2019 – Candidatura al miglior album country per Unapologetically
- 2023 – Candidatura alla migliore interpretazione country solista per Heartfirst
- 2024 – Candidatura al miglior album country per Rolling Up the Welcome Mat
- 2025 – Candidatura come Best Country Duo/Group Performance per Cowboys Cry Too (con Noah Kahan)

## iHeartRadio Music Awards
- 2017 – Miglior artista esordiente[20]
- 2017 – Miglior cantante country esordiente[20]
- 2023 – Candidatura come Best Collaboration per Half of My Hometown[21]
- 2023 – Candidatura come Country Song of the Year per Half of My Hometown[21]

## National Music Publisher's Association Awards (NMPA)
Il premio è assegnato agli autori delle canzoni.
- 19 settembre 2016 – Gold per Peter Pan
- 19 settembre 2016 – Platinum per Love Me Like You Mean It
- 8 dicembre 2016 – Platinum per Peter Pan
- 9 giugno 2017 – Gold per Yeah Boy
- 14 settembre 2017 – Platinum per Dibs
- 29 marzo 2018 – Gold per Legends
- 17 aprile 2019 – Gold per Miss Me More
- 17 aprile 2019 – Gold per I Hate Love Songs
- 16 settembre 2019 – Platinum per Miss Me More
- 29 febbraio 2020 – Gold per Homecoming Queen?
- 30 giugno 2020 – Platinum per Yeah Boy
- 30 giugno 2020 – Platinum per Homecoming Queen?
- 31 dicembre 2020 – Gold per The Other Girl
- 31 dicembre 2020 – Multi-Platinum (2) per Miss Me More
- 31 marzo 2021 – Gold per Hole In The Bottle
- 30 giugno 2021 – Platinum per Hole In The Bottle
- 30 giugno 2021 – Gold per Better Luck Next Time
- 31 dicembre 2021 – Gold per Half Of My Hometown
- 30 settembre 2022 – Gold per I Quit Drinking
- 30 settembre 2022 – Platinum per Half of My Hometown
- 31 marzo 2023 – Gold per Heartfirst
- 30 settembre 2023 – Gold per If You Go Down (I'm Goin' Down Too)
- 30 giugno 2024 – Gold per Mountain With A View

## Official Charts CompanySpecialist Awards (OCC UK)
I premi sono assegnati dalla Official UK Chart ai progetti che raggiungono la prima posizione settimanale in una classifica.
- 2018 – #1 Official Country Artists Albums Chart per Unapologetically
- 2022 – #1 Official Country Artists Albums Chart per Subject To Change
- 2024 – #1 Official Country Artists Albums Chart per Patterns

## Radio Disney Music Awards
- 2017 – Candidatura alla cantante esordiente preferita[25]
- 2017 – Cantante country preferita[25]
- 2017 – Canzone country preferita per Peter Pan[25]
- 2017 – Candidatura alla canzone d'amore preferita per Yeah Boy[25]
- 2018 – Cantante country preferita[26]
- 2018 – Canzone country preferita per Legends[26]

## Vevo Certified
- 2021 – This Feeling (Lyric Video)